# Dios Perdonará
"Dios Perdonará" (en ucraniano: Бог простить) es un cortometraje dramático ucraniano dirigido por Hovhannes Khachatryan.

## Trama
Un capellán ucraniano, que intenta escapar de la zona gris entre los bandos en guerra, tropieza con un convoy separatista, donde se encuentra con un mercenario herido de muerte y se enfrenta a la disyuntiva de ayudar o huir, pero de repente pisa inadvertidamente una mina terrestre.

## Antecedentes

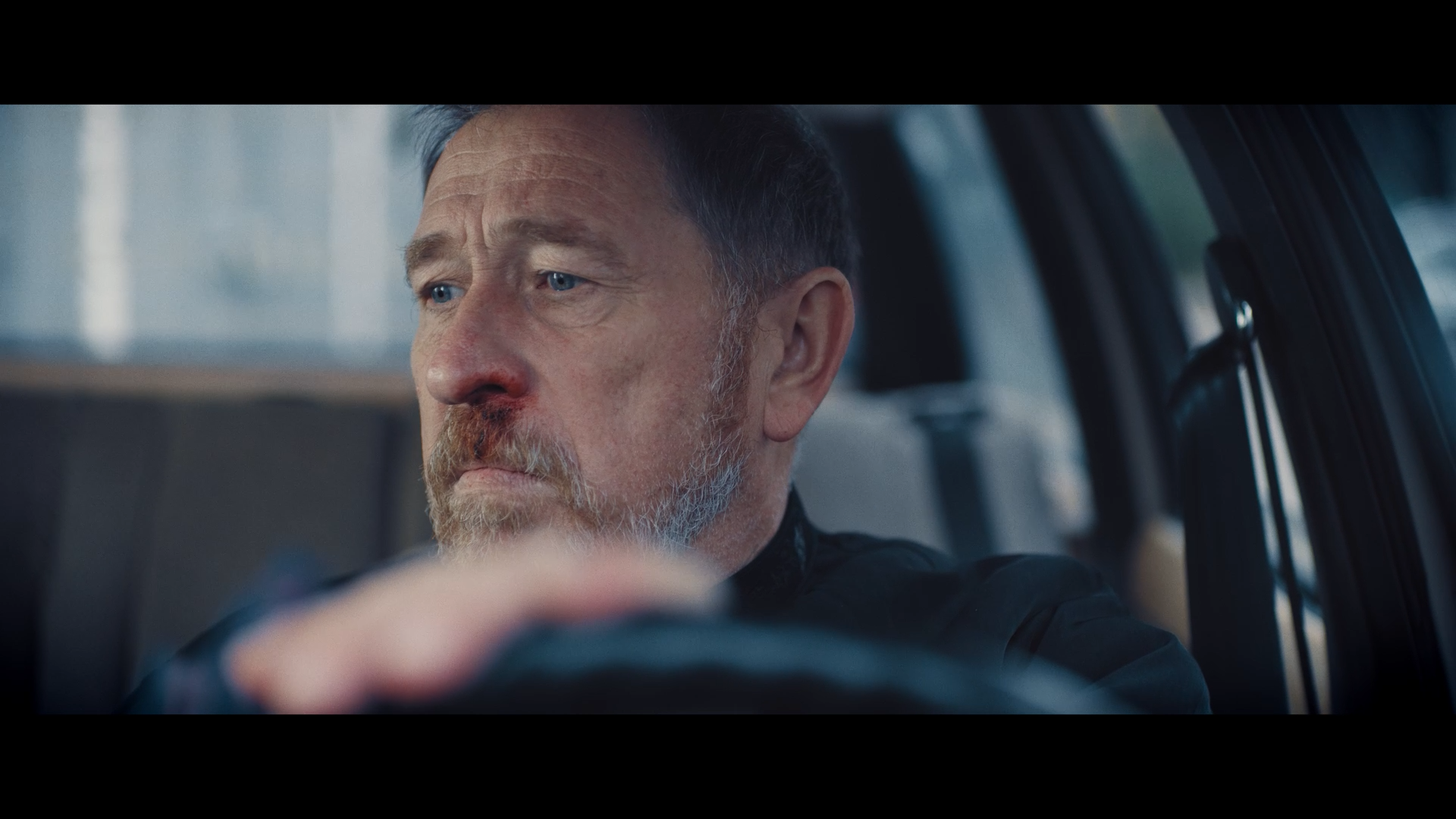
Victor Zhdanov - Capellán Fotograma de la película.

El papel protagonista fue interpretado por Viktor Zhdanov, que también ha protagonizado Cyborgs, Ex, Volcano, Rising Shark y otras películas y series de televisión ucranianas.  
El cortometraje "God Will Forgive" fue uno de los ganadores de la 13.ª edición de las presentaciones de la Agencia Cinematográfica Estatal de Ucrania y recibió financiación tras una votación del Consejo Estatal de Apoyo Cinematográfico, además de ser incluido en la selección de los 6 proyectos debutantes de cortometraje de ficción más interesantes de este certamen.
La película se rodó con el apoyo de la Guardia Nacional de Ucrania, que proporcionó equipo y personal. Los productores de la película son Mila Andriiash y Anton Sova.

## Reparto
- Víctor Zhdanov — Capellán
- Serguéi Shadrin (1980-2021)[7] — Separ
- Tamara Morozova — Madre
- Daniel Braga — Hijo

## Producción
- Cuánto tiempo duró la búsqueda de financiación - 1 año
- Cuánto duró la preparación - 1,5 meses
- Cuantos días duro el rodaje - 4 días
- Cuánto tiempo duró la instalación - 1 mes

## Reconocimientos en festivales y premios
- 2021 Nominado al Premio Internacional Paving Stone – Cortometraje Nacional
- 2021 Nominado "Crystal Kyiv Film Award" - Mejor fotografía en un cortometraje
- 2021 Festival Internacional de Cine de Kiev KINOLITOPIS, Ucrania, Artem Kozyrev[8]
- 2022 Nominado Festival de Cine de Marbella — Mejor Cortometraje[9][5]